# Casa Verde
 (juin 2022).
La mise en forme du texte ne suit pas les recommandations de Wikipédia : il faut le « wikifier ».
Les points d'amélioration suivants sont les cas les plus fréquents. Le détail des points à revoir est peut-être précisé sur la page de discussion.
- Les titres sont pré-formatés par le logiciel. Ils ne sont ni en capitales, ni en gras.
- Le texte ne doit pas être écrit en capitales (les noms de famille non plus), ni en gras, ni en italique, ni en « petit »…
- Le gras n'est utilisé que pour surligner le titre de l'article dans l'introduction, une seule fois.
- L'italique est rarement utilisé : mots en langue étrangère, titres d'œuvres, noms de bateaux, etc.
- Les citations ne sont pas en italique mais en corps de texte normal. Elles sont entourées par des guillemets français : « et ».
- Les listes à puces sont à éviter, des paragraphes rédigés étant largement préférés. Les tableaux sont à réserver à la présentation de données structurées (résultats, etc.).
- Les appels de note de bas de page (petits chiffres en exposant, introduits par l'outil «  Source ») sont à placer entre la fin de phrase et le point final[comme ça].
- Les liens internes (vers d'autres articles de Wikipédia) sont à choisir avec parcimonie. Créez des liens vers des articles approfondissant le sujet. Les termes génériques sans rapport avec le sujet sont à éviter, ainsi que les répétitions de liens vers un même terme.
- Les liens externes sont à placer uniquement dans une section « Liens externes », à la fin de l'article. Ces liens sont à choisir avec parcimonie suivant les règles définies. Si un lien sert de source à l'article, son insertion dans le texte est à faire par les notes de bas de page.
- La présentation des références doit suivre les conventions bibliographiques. Il est recommandé d'utiliser les modèles {{Ouvrage}}, {{Chapitre}}, {{Article}}, {{Lien web}} et/ou {{Bibliographie}}. Le mode d'édition visuel peut mettre en forme automatiquement les références.
- Insérer une infobox (cadre d'informations à droite) n'est pas obligatoire pour parachever la mise en page.

Pour une aide détaillée, merci de consulter Aide:Wikification.
Si vous pensez que ces points ont été résolus, vous pouvez retirer ce bandeau et améliorer la mise en forme d'un autre article.
Casa Verde est un district situé dans la zone nord de la ville de São Paulo, majoritairement de classe moyenne. Point de transition entre la région de Santana et Freguesia do Ó, il abrite le Jardim São Bento, l'un des quartiers les plus nobles de la zone nord.
Bien qu'il n'y ait pas de station de métro, le quartier a un accès facile à la station Palmeiras-Barra Funda sur la ligne 3 - Rouge et à la station Santana sur la ligne 1 - Bleue, en plus d'avoir un terminus de bus, le terminus Casa Verde, situé à l'avenue Engenheiro Caetano Álvares.
Les quartiers de Casa Verde sont les suivants : Casa Verde ; Casa Verde Baixa ; Casa Verde Média ; Casa Verde Alta ; Vila Baruel ; Parque Souza Aranha; Jardim das Laranjeiras ; Vila Célia; Vila Bandeirantes ; Parque Peruche ; Vila Vanda ; Jardim São Bento ; Jardim Ibéria ; Jardim São Domingos ; Jardim São Miguel ; Vila Minozi ; Imirim ; Parque Léo ; Vila Gouveia ; Vila Rosin ; Sítio do Mandaqui.

## Histoire
Auparavant connu sous le nom de Vila Tietê, il est devenu un district, séparé de Santana, en 1928. Il a perdu une partie de son territoire en 1964, pour la constitution des districts de Vila Nova Cachoeirinha et Limão. En 1991, toute la configuration des districts et sous-districts de la municipalité de São Paulo a été modifiée par la loi municipale.

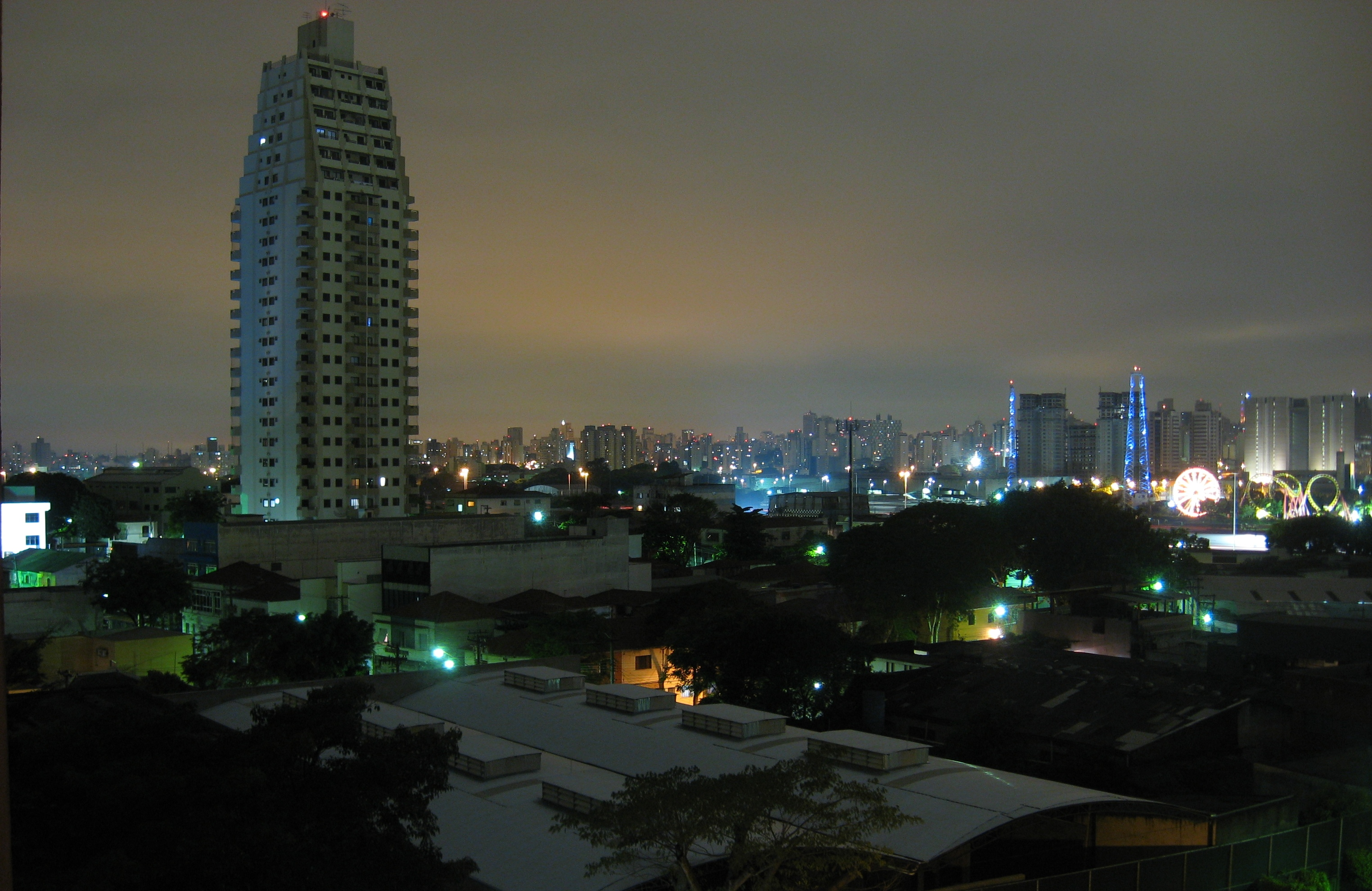
Casa Verde et à l'horizon, Marginal Tietê et Barra Funda.

L'ancien site de Casa Verde, qui était autrefois la propriété du acclamé "roi" Amador Bueno (en 1641 par les Espagnols résidant à São Paulo) et qui devint plus tard la propriété du militaire José Arouche de Toledo Rendon, un descendant d'Amador Bueno. C'est à cette époque, selon des documents des archives historiques de la municipalité, que la région a fini par être populairement connue sous le nom de "sítio das moças da casa verde" ou "site des filles de la maison verte" et site de la maison verte. En 1842, João Maxwell Rudge devient propriétaire du domaine sur la rive droite du Tietê ; ses héritiers en 1913 ont lotissé la zone où ils avaient l'intention de créer le quartier sous le nom de "Vila Tietê".
L'entreprise est réussie. Le nom, cependant, ne résiste pas à la force populaire des histoires de la ferme des filles de Casa Verde (Maison verte). Le développement est lent seulement accéléré au rythme où les bénéfices arrivent dans le quartier (la construction du pont de bois, l'arrivée du tram, la lumière électrique, la construction de l'église, le district de la paix...).
En 1857, Toledo Rendon vendit ses terres à Francisco Antonio Baruel, père d'un pharmacien bien connu de la ville, qui en transféra plus tard une partie au lieutenant-colonel Fidélis Nepomuceno Prates. Enfin, en 1882, ils se sont retrouvés entre les mains de João Maxwell Rudge, fils de l'Anglais John Rudge, dont les héritiers les ont subdivisés en 1897 pour créer un quartier nommé Vila Tietê. Cependant, le souvenir des « filles de Casa Verde » était plus fort.

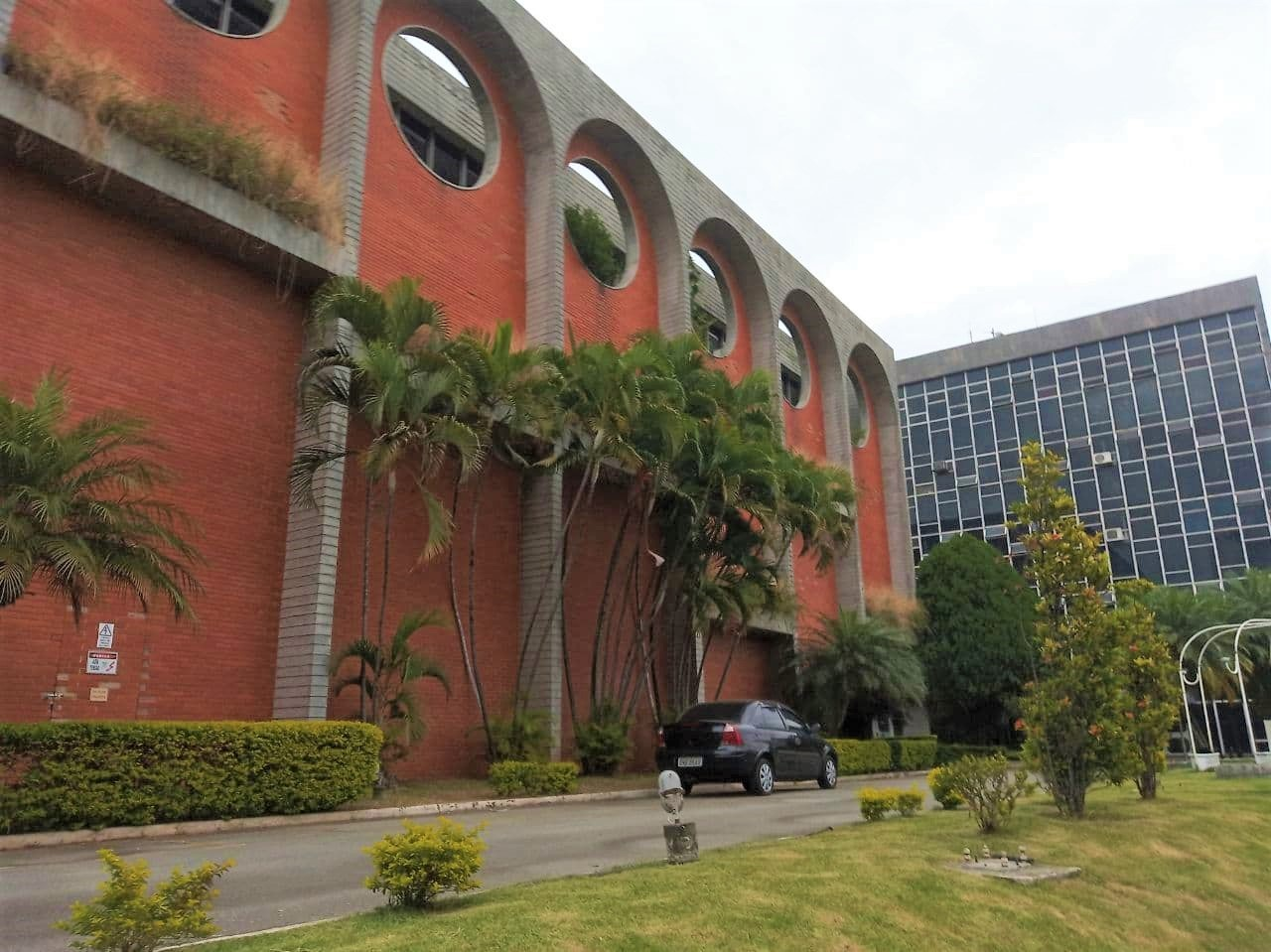
Ancien siège social de Rede Manchete

Une partie de l'avenue Engenheiro Caetano Álvares est située dans le quartier où se trouve le Forum régional de Santana. Il abritait également les anciens studios de l'ancienne Rede Manchete sur son territoire dans les années 1990. Dans le quartier, il y a trois écoles de samba, Império de Casa Verde, Morro da Casa Verde et Unidos do Peruche.
Ses principales voies d'accès sont les avenues Imirim, Ordem e Progresso, Brás Leme, Casa Verde, rue Zilda, rue Leão XIII et Marginal Tietê.

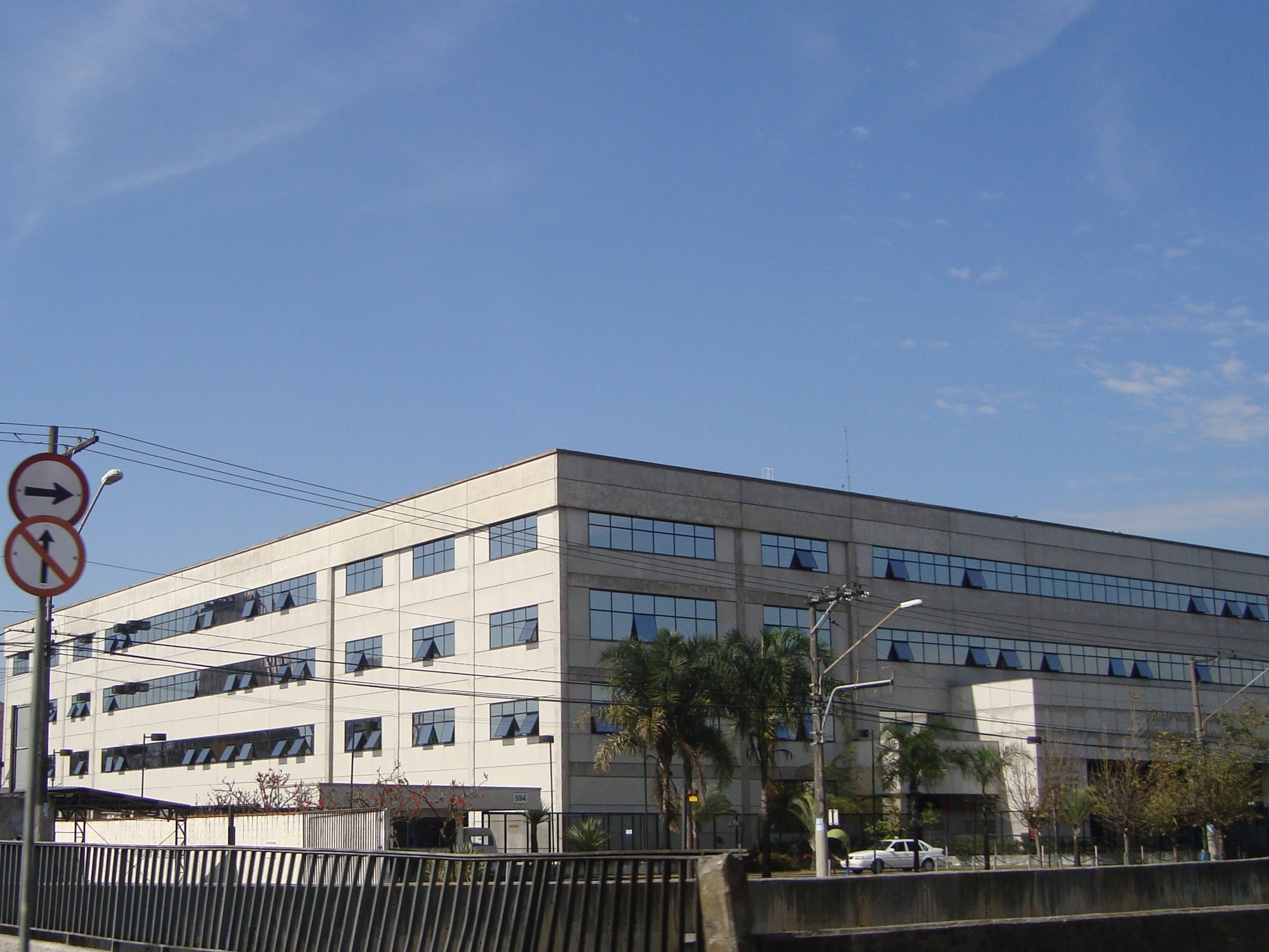
Le Forum régional de Santana, à la frontière entre Casa Verde et Limão

## Chronologie de Casa Verde
- 1638 - site avec un total de 200 boisseaux, propriété du "tout-puissant" Amador Bueno da Ribeira (fournisseur de la capitainerie, capitaine major, magistrat, comptable de la ferme royale, juge des orphelins) - et acclamé par les Espagnols - s'y installe en 1641 comme "roi". À l'époque, le blé, l'orge, la vigne étaient cultivés dans la région, produits considérés comme typiquement européens.
- 1794 - Le lieutenant-colonel José Arouche de Toledo Rendon envoie à son frère à Lisbonne une boîte de café produit sur place.
- 1852 - Le site passe à Francisco Antonio Baruel en passant par plusieurs autres propriétaires.
- 1882 - João Maxwell Rudge devient propriétaire du site.
- 1913 - Les héritiers de Maxwell Rudge décident de subdiviser le site. Le 21 mai, le 1er lot est vendu. Ils l'appellent Vila Tietê, qui après tout n'a pas été assimilée par la population, continuant à être connue sous le nom de Casa Verde.
- 1915 - Les frères Rudge construisent le pont en bois sur la rivière Tietê.
- 1922 - Arrivée du tramway dans le quartier.
- 1925 - La première pierre de l'église S. João Evangelista est posée.
- 1927 - La première pierre de la paroisse N.S. das Dores est posée.
- 1928 - La loi nº 2335 du 28 décembre crée le district de la paix de Casa Verde.
- 1937 - Arrivée de la lumière électrique du quartier.
- 1954 - Le pont en bois est remplacé par l'actuel en béton.

## Quartiers limitrophes
- Cachoeirinha (Nord)
- Mandaqui (Nord-Est)
- Limão (Ouest)
- Santana (Est)
- Barra Funda (Sud)
- Santa Cecilia (Sud)
- Bom Retiro (Sud-est)